# Beach golf

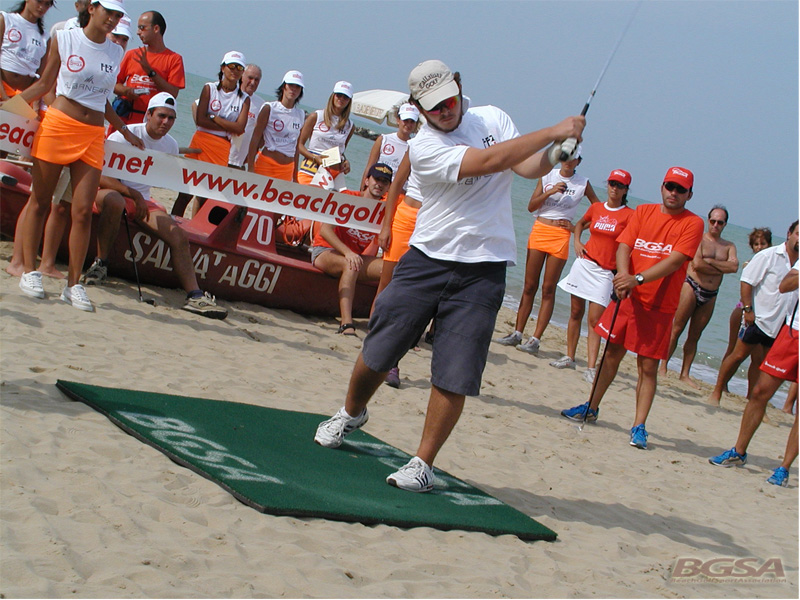
Evento Golfe de Praia 2002

Golfe de Praia é um tipo de golfe jogado essencialmente na areia, especialmente ao longo de praias providas de um arial considerável. Foi concebido com o objectivo de simplificar e de tornar mais acessível ao público uma nova versão de golfe
O jogo é realizado ao longo de cerca de 2 km de distancia, dois jogadores por equipa devem atingir o buraco final com o menor número de tacadas possíveis, atingindo uma bola mole de poliuretano expandida com um taco clássico de golfe.

## História
Golfe de praia foi criado em Italia em 1999, em Pescara, por Mauro De Marco.
Foi projectado  para ser jogado em praias lotadas de gente durante o Verão transformando os objectos  na praia em percursos de um jogo de golfe, através de guarda-sois, banhistas, tornando-os assim os obstáculos naturais do jogo. As regras têm a intensão de permitir a interação da audiência com o jogo.
O jogo, desenvolvido por BGSA (Beach Golf Sport Association) foi reconhecido pelo Centro Sportivo Educativo Nazionale (Centro Desportivo Educativo Nacional), e pela Italian National Olympic Committee.(Comitê Olímpico Nacional Italiano)
Competições notáveis incluíram a Copa de Jeckerson 2005, realizada na Piazzadel Campo, Siena, para uma competição entre 40 equipas de diferentes países que competiram nas ruas numa competição "Nós Golf" (variante do Beachgolf na rua), seguido por uma multidão de 80000 pessoas .
Nos anos seguintes, foram realizados passeios durante o verão nas praias do litoral italiano, como o campeonato italiano em 2006, partiu de Nápoles ,que também visitam as regiões de Calabria e Sardenha na competição de 2010, em colaboração com a Universidade de Urbino, durante trinta dias consecutivos de eventos ao longo da costa do Mar Adriatico.
A BGSA planeou um calendário especial , com as Caddy Girls do Golfe de Praia.
O Golfe de Praia tem vindo a ser discutido num canal nacional da televisoã italiana e na Radio Kiss Kiss.
Foi também dado espaço ao Golfe de Praia em Rimini Wellness Fair, and Sports Day.

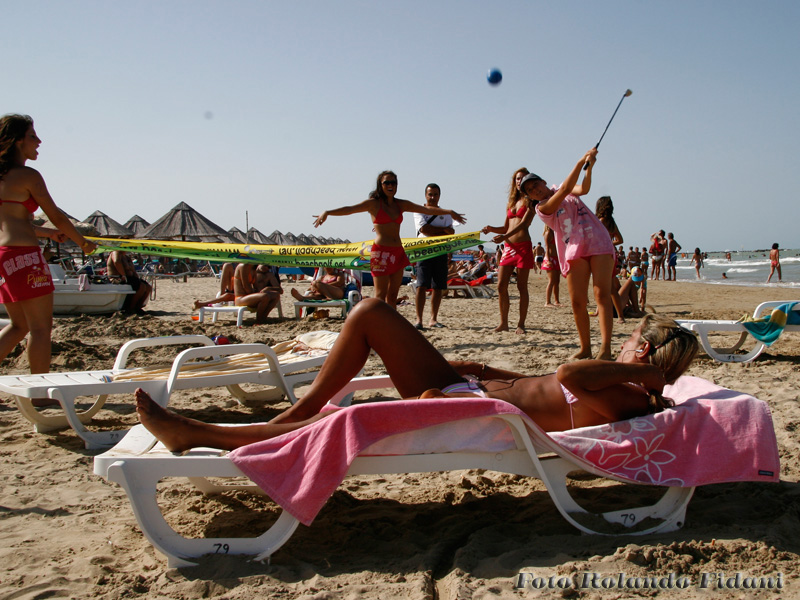
Obstáculos naturais num evento de Golfe de Praia 2007

## Regras

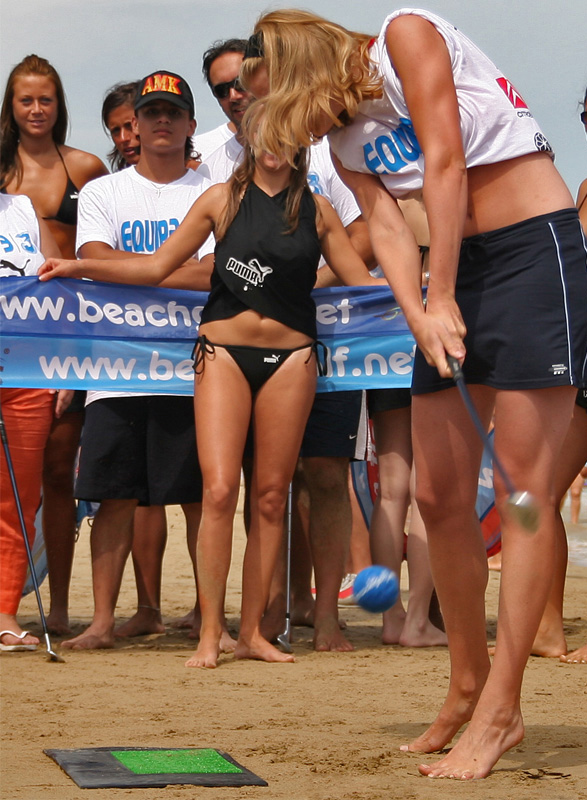
Swing numa praia, evento 2006

O regulamento foi criado pelo evento Golfe de Praia com o objectivo de antecipar vários tipos de situações. A regra principal vigora que pessoas e objectos constituam obstáculos naturais do percurso.
O jogo  realiza-se ao longo de um percurso de 2 km da costa marítima numa praia, onde 40 equipas de dois jogadores cada uma (um professional e um principiante), competindo ate chegar ao buraco final com o menor número de tacadas possíveis. O jogo não é delimitado por nenhum tipo de fronteira, contendo guarda-sois, banhistas e espreguiçadeiras que se transformam em obstáculos naturais da competição.
Pelo facto de que o evento Golfe de Praia se realiza num local lotado de pessoas, a bola usada é concebida e um material mole poliuretano para prevenir lesões a qualquer um que seja acidentalmente atingido durante a competição. Todo o percurso é acompanhado pela música e pelo entretenimento que o envolve, e de forma original  a audiência faz parte activamente da competição.
A area de batida do golfista e delimitada por uma zona de proteção, suportada por três raparigas que acompanham todo o desenrolar do jogo.

### Equipa
Cada equipa é composta por dois jogadores, um com um baixo handicap outro com um handicap alto. A soma dos dois handicaps é arredondada por defeito (ex: um valor medio de 17,5 o hacp da equipa é de 17) este handicap mostra a quantidade de melhoramentos da bola que a equipa pode usufruir.
O jogo é efectuado com apenas uma tacada na bola de cada vez. Nao é admitido que o colega de equipa substitua o outro em caso de perder um stroke ou distancia. Penalidade: menos um stroke e distancia.

### Scorecard
O scorecard é um quadro que mostra os resultados das equipas e toda a história do jogo. Consiste em nove itens:
1. Equipa: nome do patrocinador;

1. I jogador: nome, sobrenome e handicap baixo do jogador;
2. II jogador: nome, sobrenome e handicap alto do jogador;
3. Handicap da equipa: é a soma aritmética do handicap dos jogadores aproximada por defeito;
4. Resultado: indica cada tacada efectuada;

1. Drop: indica cada drop efectuado;
2. Penalidade: qualquer penalidade infringida é assinalada;
3. Hcp: reporta qualquer melhoramento da bola;
4. Scorer: Indica o nome da Caddy Girl que preenche o scorecard durante a competição.

### Jogo
A competição realiza-se em dois sets. Dois tipos de bolas são usadas: uma de borracha mole, completamente inofensiva (69 mm de diâmetro) a qual é usada ao longo do percurso e uma regular de golfe usada no tapete verde. Não há tempo limite. Os jogadores tem a oportunidade de parar e tomar um cha, porem, as equipas tem o dever de respeitar o tempo de partida assinalado.

### Percurso
A competição desenrola-se ao longo da orla marítima  de qualquer praia. Quando foi realizado o Golfe de Praia em Pescara, (Italia), a competição teve início na Praça Paolucci e terminou na longitude do Estádio do Mar, perto da Nave de Cascella. O percurso teve uma distancia de 1600 metros e uma largura que compreende toda a praia.

### Área de partida
A area de partida é localizada onde a primeira bola é batida. Esta area é composta de um tapete sintético de 1.50x1.50 m².  A bola é colocada no tee e cada jogador escolhe um tee shot, colocando a bola da melhor maneira possível.  A honra é dada ao jogador com handicap baixo. Qualquer batida falhada ou cada bola ligeiramente tocada são consideradas como uma batida ao longo do percurso. Se a bola se desloca do tee sem ter sido tocada pode ser reposicionada para efectuar a tacada.
Cada equipa inicia três minutes depois da equipa precedente. O atraso permitido é de 10 minutos antes da partida da equipa seguinte. A equipa que não conseguir passar antes dos dez minutos é penalizada por cinco shots (batidas).

### Equipamento

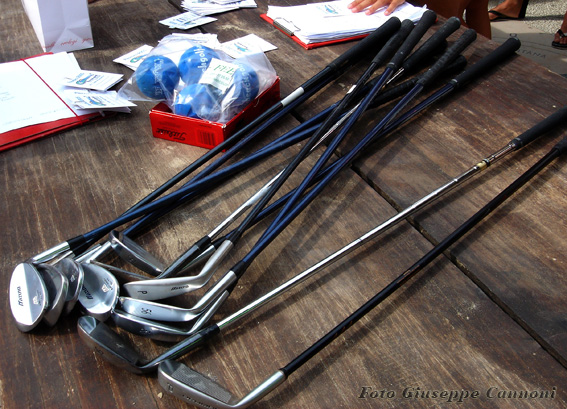
Tacos Golfe de Praia

O equipamento usado consiste num clássico taco de golfe, uma bola expandida e uma faixa de proteção.

#### Tacos
Preferencialmente o sand ou wedge.

#### Bola

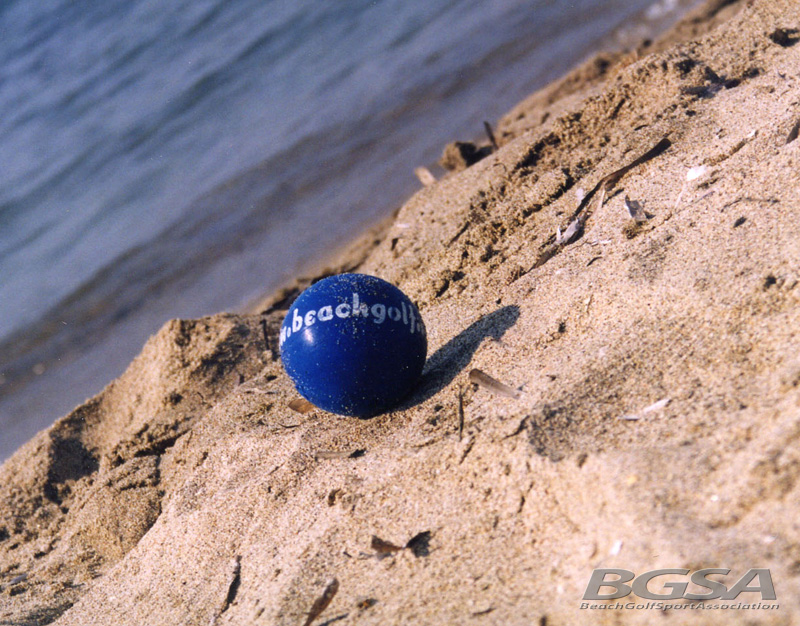
Bola Golfe de Praia

A bola é composta por um material de poliuretano expandido com um diâmetro de 7 cm e um peso de 35g aproximadamente. A sua composição faz com que seja inofensiva permitindo assim de ser jogada em qualquer local.

#### Faixa de Proteção

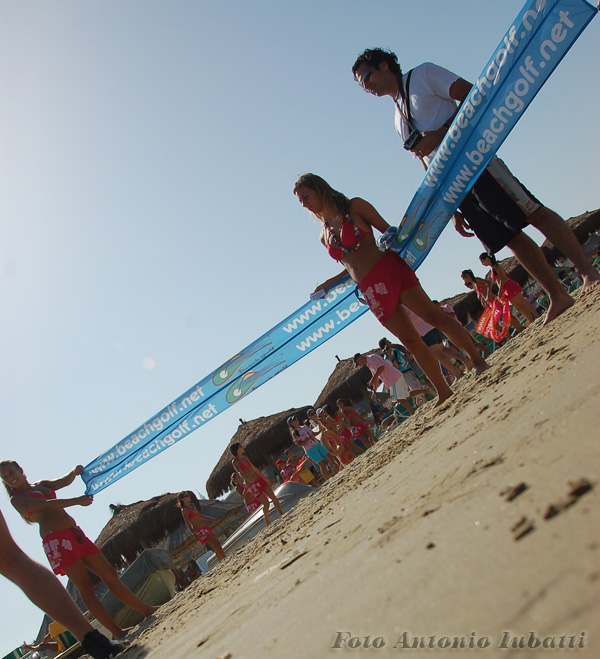
Faixa de Proteção

Esta faixa é suportada pelas Caddy Girls e tem um papel deveras importante que garante a segurança dos banhistas, jogadores ou qualquer outra pessoa que se encontre no percurso do jogo. Esta é a particularidade que faz do Golfe de Praia o único desporto no mundo onde os espectadores  envolvidos fazem parte activamente da competição.

## Caddy Girls
As Caddy Girls actuam mutuamente como juízes da competição e hostesses durante o evento. O sua função é assegurar que o jogo se desenrole de forma regulamentar e segura. As Caddy Girls suportam uma faixa de proteção em torno da area de ação, com o objectivo de permitir ao golfista de jogar livremente no meio dos banhistas, espreguiçadeiras e guarda-sois.